# Breskov zavijač
Breskov zavijač (znanstveno ime Cydia molesta) je metulj iz družine listnih zavijačev, ki velja za škodljivca breskovih nasadov.

## Opis
Breskov zavijač je sivorjavi metuljček, ki ima lahko do štiri rodove letno. Preko kril meri odrasel metuljček okoli 16 mm. Prvi rod se pojavi konec aprila in v začetku maja. Samička breskovega zavijača odloži okoli 50 ovalnih, okoli 1 mm velikih jajčec posamično na vršičke in liste poganjkov. Iz jajčec se izleže gosenica, ki se zavrta v vršičke poganjkov, ki se osmolijo in nato začnejo sušiti. Gosenice zadnjih rodov povzročajo največ škode, saj se zavrtajo v plodove, kjer se hranijo. V posamezen plod se lahko zavrta več gosenic. Poleg breskev lahko ta vrsta zavijačev zajeda tudi plodove jablane, hruške, marelice, slive in kutine. Gosenica preide preko petih stadijev, v zadnjem pa doseže do 15 mm v dolžino. Nato se zabubi v svetlo rjavo bubo, dolgo okoli 6 mm iz katere se po 10 do 15 dneh razvije nov metulj.

## Zatiranje
Za zatiranje tega zavijača se je v Sloveniji kot najbolj uspešna metoda pokazala kombinacija uporabe insekticida in metode dezorientacije s pomočjo feromonov.